# Дона Вилијамс
Дона Вилијамс (Мелбурн, 12. октобар 1963 — 22. април 2017) била је аустралијска књижевница, уметница, кантауторка, сценариста и скулптуриста.
Током раног детињства установљена јој је психоза. Године 1991. установљен јој је аутизам, а такође је била подвргнута лечењу поремећаја црева, имуног система и сензорне дисфукције. Написала је четири аутобиографије — Nobody Nowhere: The Extraordinary Autobiography of an Autistic Girl (1992), Somebody Somewhere: Breaking Free from the World of Autism (1994), Like Colour to the Blind: Soul Searching and Soul Finding (1998) и Everyday Heaven: Journeys Beyond the Stereotypes of Autism (2004) и објавила два музичка албума, Nobody Nowhere и Mutations. Средином деведесетих година о њој је направљено неколико документарних филмова.
Писала је уџбенике о аутизму, била је квалификовани учитељ, међународни јавни говорник и консултант за аутизам. Дана 9. децембра 2000. године удала се за Криса Самуела, а пар је живео у Мелбурну од 2002. године.
Преминула је 22. априла 2017. године од последица злоћудног тумора.

## Биографија
Рођена је 12. октобра 1963. године и одрасла у Мелбурну, са старијим братом Џејмсом и млађим Томом. Дона је у својој аутобиографији навела да је њена мајка била алкохоличарка, која ју је физички и психички злостављала док је била дете. Када је имала две године, Дона је оцењена као психотично дете, а болест се погоршала током детињства. Када је имала девет година дијагностиковане су јој интолеранције на глутен. Када је напунила петнаест година напустила је породични дом и бавила се разним пословима како би се издржавала. У време када је била бескућница, бавила се проституцијом.
Уз помоћ психијатријског социјалног радника, Дона је уписала средњу школу, а након тога 1982. године студирала на Универзитету Ла Торбе где је дипломирала 1990. године. Године 1991. дијагностикован јој је аутизам.
Од 1992. године Вилијамсова је била квалификовани учитељ, након тога постала је међународни јавни говорник и саветница за аутизам.. Године 2002. придружила се Савету за медицинска истраживања Уједињеног Краљевства, где је помагала да се пронађу узорци аутизма.
Године 2000. удала се за Криса Самуела, са којим је живела у Мелбурну. Дона и Крис отворили су веб-страницу за људе који болују од аутизма, како би им помогли да се запосле.
Вилијамсовој је 2011. године дијагностикован рак дојке, који је био терминални, метастазирао и проширио се по јетри. Преминула је 22. априла 2017. године.

## Каријера

### Књиге
Године 1992. Вилијамсова је написала прву аутобиографску књигу под називом . Књига је била међународни бестселер, а била је петнаест недеља на листи најбољих књига по Њујорк Тајмсу. Другу аутобиографску књигу под називом Somebody Somewhere: Breaking Free from the World of Autism, Вилијамсова је објавила 1994. године. Након тога објавила је књиге Like Colour to the Blind: Soul Searching and Soul Finding (1996) и Everyday Heaven: Journeys Beyond the Stereotypes of Autism (2004).
Вилијамсова је такође написала неколико књига о интелектуалном развоју, посебно о аутизму, укључујући и књиге Autism – an Inside-out Approach: An Innovative Look at the Mechanics of Autism and Its Developmental Cousins (1996), Autism and Sensing: The Unlost Instinct (1998), Exposure Anxiety - The Invisible Cage: An Exploration of Self-Protection Responses in the Autism Spectrum (15. септембар 2002. ) и књигу -{The Jumbled Jigsaw: An Insider's Approach to the Treatment of Autistic Spectrum Fruit Salads} из 2006. године. Њена прва збирка поезије и прозе под називом  објављена је 2004. године. Друга збирка под називом  објављена је у септембру 2009. године.

### Домументарни филмови
О Вилијамсовој је снимљено неколико телевизијских документарних филмова. Филм Emotion and Behavior и епозода серије Eye to Eye with Connie Chung приказани су у Сједињеним Државама. Бет Фаус и Марија Вилер описале су Вилијамсову и њен начин комуницирања у њиховој књизи A Treasure Chest of Behavioral Strategies for Individuals with Autism објављеној 1997. године. У документарном филму Jam Jar Вилијамсова је поделила своје искуство о аутизму. Вилијамсова се појавила и у филму Џоа Герација где је описала свој живот. Филм Illness as fate снимљен је од стране хамбургшке телевизије Спигел и објављен у јануару 1997. године у Немачкој и такође говори о Вилијамсовој. У септембру 2010. у румунској продукцији креирана је мнодрама под називом Not a nobody creature, где се Вилијамсова помиње као једна од људи са аутизмом.

### Музика и уметности
Први музички албум Вилијамсове под називом  објављен је 2009. године у сарадњи са Паулом Фарером. Две песме са албума, Sometimes и Beyond the When емитоване су на ТБС телевизијском каналу у серији Things You Taught Me. У јулу 2005. године Вилијамсова је објавила други студијски албум под називом . Албум је снимљен у сарадњи са аустралијским композитором, музичким продуцентом и аранжером Акашом. Вилијамсова је такође била самоука сликарка и вајарка, а правила скулптуре у природној величини.